# Argos (portal web)
Argos és un portal web oficial que conté informació oficial relativa al País Valencià. Està gestionat per l'Àrea de Documentació i Anàlisi de Dades de la Presidència de la Generalitat Valenciana.
Serveix principalment perquè els responsables de la Generalitat Valenciana coneguen l'estat del País Valencià. Té una part privada i una pública. Està gestionada amb Typo3-CMS.